# Leuctra stupeningi
Leuctra stupeningi är en bäcksländeart som beskrevs av Joachim Illies 1954. Leuctra stupeningi ingår i släktet Leuctra och familjen smalbäcksländor. Inga underarter finns listade i Catalogue of Life.